# Trudie Styler
Trudie Styler est une actrice et productrice anglaise née à Birmingham en 1954. Elle est l'épouse du chanteur Sting. Ils ont ensemble quatre enfants, dont Eliot Sumner, dite Coco Sumner du groupe I Blame Coco, et l'actrice Mickey Sumner.
Elle est la cofondatrice de Rainforest Foundation avec Sting, Jean-Pierre Dutilleux et le chef Raoni.
En 2019, lors du 69e Festival de Berlin, elle fait partie du jury de la comédienne française Juliette Binoche.

## Biographie

### Jeunesse et famille
Trudie Styler est née à Bromsgrove, Worcestershire, Angleterre, la fille de Pauline et Harry Styler, un fermier et ouvrier d'usine,. Quand Styler avait deux ans, elle a été renversée par une camionnette. Elle a subi de graves blessures au visage qui lui ont laissé de profondes cicatrices et ont nécessité plusieurs opérations de chirurgie plastique jusqu'à l'âge de 18 ans. Ses camarades de classe l'ont surnommée « scarface », ce qui lui a fait sentir pendant de nombreuses années qu'elle n'était « pas une personne très attirante ». Elle a fréquenté le North Bromsgrove High School, où l'un de ses professeurs était l'auteur-compositeur-interprète Clifford T. Ward.

### Carrière d'actrice
Styler s'est formé à la Bristol Old Vic Theatre School et a continué à apparaître dans diverses productions de la BBC. Elle a rejoint la Royal Shakespeare Company, dans laquelle elle a joué plusieurs rôles majeurs. Ses crédits de théâtre incluent également Les Monologues du Vagin, Twin Spirits et La Mouette,.
Elle est apparue dans de nombreuses séries télévisées britanniques telles que The Mayor of Casterbridge et The Scold's Bridle, ainsi que dans les émissions de télévision américaines Empire, The Night Of, Friends (S8 Ep10) et Falling Water.
Le travail cinématographique comprend Living Proof (Lifetime Television) et The Next Three Days de Paul Haggis. Styler a également réalisé sept DVD de fitness corps-esprit publiés par Gaia, Inc.

### Production de films
Au milieu des années 90, Styler a créé Xingu Films, une société de production dédiée au soutien de nouveaux talents, tels que Guy Ritchie, Dito Montiel et Duncan Jones. Fin juillet 2008, il a été annoncé que Xingu avait opté pour American Reaper, un roman graphique à venir écrit par Pat Mills, qui écrirait également le scénario.
Styler a produit et coréalisé plusieurs documentaires et longs métrages primés, dont Lock, Stock and Two Smoking Barrels et Snatch de Guy Ritchie, Lune de Duncan Jones et Moving the Mountain de Michael Apted qui a remporté le Prix international du documentaire indépendant en 1994.
Après avoir déménagé à New York, Styler a cofondé la société de production Maven Pictures avec Celine Rattray en 2011,. Leur premier long métrage, Girl Most Likely, mettait en vedette Kristen Wiig suivi par Filth, avec James McAvoy, puis Nativité noire avec Forest Whitaker, Dix mille saints avec Ethan Hawke et American Honey avec Shia LaBeouf qui a remporté le prix du jury au Festival de Cannes en 2016. Le premier film de Styler en 2017, Freak Show, est basé sur le best-seller du New York Times de James St. James et met en vedette AnnaSophia Robb, Alex Lawther et Bette Midler. Freak Show a fait ses débuts au Festival international du film de Berlin 2017.
En 2011, elle et la productrice Céline Rattray ont fondé Maven Pictures, une société de développement, de production et de financement de films.

### Philanthropie
Avec son conjoint, Sting, Styler a lancé en 1989 le Rainforest Foundation Fund, une organisation vouée à la protection des forêts tropicales et de leurs peuples autochtones, et depuis 1991, elle produit régulièrement des prestations Rock for the Rainforest au Carnegie Hall. En tant qu'ambassadrice de l'UNICEF, Styler a également collecté des millions pour ses projets dans le monde entier.
En 2008, il a été rapporté que Styler avait fait don de 10 000 £ au fonds de bienfaisance Ama Sumani contre le cancer. Sumani était en phase terminale d'un cancer et n'avait pas les moyens de se faire soigner dans son Ghana natal, mais avait été expulsée d'un hôpital de Cardiff après l'expiration de son visa. Sumani est décédé le 19 mars 2008.
Styler est également une mécène de la Elton John AIDS Foundation.

### Vie privée
Styler a épousé le musicien de rock Sting au bureau d'enregistrement de Camden le 20 août 1992, et le couple a fait bénir leur mariage deux jours plus tard dans l'église paroissiale du XIIe siècle de St Andrew à Great Durnford, Wiltshire, dans le sud-ouest de l'Angleterre. En 1982, Sting s'est séparé de sa première épouse, l'actrice Frances Tomelty, à la suite d'une liaison avec Styler ; Tomelty et Sting ont divorcé en 1984. La scission était controversée ; comme The Independent l'a rapporté en 2006, Frances « se trouvait être la meilleure amie de Trudie (Sting et Frances vivaient à côté de chez Trudie à Bayswater, dans l'ouest de Londres, pendant plusieurs années avant qu'ils ne deviennent amants) ».
Sting et Trudie ont quatre enfants : Brigitte Michael (« Mickey » née le 19 janvier 1984), Jake (24 mai 1985), Eliot Paulina (surnommée « Coco », 30 juillet 1990) et Giacomo Luke (17 décembre 1995). Coco, qui s'appelle maintenant Eliot Sumner, est la fondatrice et chanteuse soliste du groupe I Blame Coco. Giacomo Luke est l'inspiration derrière le nom du cheval gagnant du Kentucky Derby, Giacomo.

## Filmographie

### Productrice
- 1993 : Boys from Brazil
- 1994 : Moving the Mountain
- 1995 : The Grotesque
- 1998 : Arnaques, Crimes et Botanique (Lock, Stock and Two Smoking Barrels)
- 2000 : Snatch
- 2000 : Jardinage à l'anglaise (Greenfingers)
- 2002 : The Sweatbox
- 2003 : Cheeky
- 2006 : Il était une fois dans le Queens (A Guide to Recognizing Your Saints)
- 2006 : Alpha Male
- 2009 : Moon de Duncan Jones
- 2011 : Un flic pour cible (The Son of No One)
- 2012 : Imogene ([Girl Most Likely)
- 2013 : Filth
- 2013 : Black Nativity (Black Nativity)
- 2014 : Still Alice
- 2015 : Ten Thousand Saints (10.000 Saints)
- 2015 : Ma meilleure amie (Miss You Already)
- 2016 : American Honey
- 2016 : For Grace
- 2016 : Anatomy of Violence
- 2017 : Novitiate
- 2017 : Freak Show
- 2017 : Kings
- 2018 : The Kindergarten Teacher
- 2018 : Wildling
- 2018 : L'Internat (Boarding School)
- 2018 : Skin
- 2019 : Driveways
- 2019 : Human Capital (en)
- 2021 : With/In: Volume 1
- 2021 : With/In: Volume 2
- 2021 : Joyeuse Fin du monde (Silent Night) de Camille Griffin
- 2021 : A Mouthful of Air
- 2022 : Infinite Storm
- 2023 : Death Business (The Burial) de Maggie Betts

### Actrice

#### Télévision
- 1975 : Poldark (en)
- 1978 : The Mayor of Casterbridge (en)
- 1981 : Funny Man (en)
- 1982 : The Bell (en)
- 1984 : Cockles (en)
- 1984 : Un cadavre dans la bibliothèque : Josie Turner
- 1999 : Inspecteur Barnaby (Midsomer Murders)
- 2001 : Friends : elle-même
- 2005 : Empire
- 2005 : Love Soup
- 2007 : The Vicar of Dibley
- 2010 : Paris Connections
- 2011 : A Dish of Tea with Dr. Johnson
- 2019 : Pose

#### Cinéma
- 1986 : The American Bride
- 1988 : Mamba (Fair Game)
- 1998 : The Scold's Bridle
- 2002 : Me Without You
- 2006 : Alpha Male
- 2008 : Un combat pour la vie (Living Proof)
- 2021 : With/In: Volume 2
- 2021 : Silent Night : Nicole

### Réalisatrice
- 2002 : co-réalisé avec John-Paul Davidson : The Sweatbox
- 2016 : Freak Show

## Distinctions
- 2018 : Doctorat honoris causa de l'Université Brown[19]